# Военно-морской флот династии Афшаридов
Военно-морской флот династии Афшаридов (перс. نیروی دریایی ایران افشاری‎, азерб. Əfşar imperiyasının hərbi donanması) — с 1734 г. Надир-хан (с 1736 г. шах) реорганизовал морскую систему государства. Наилучший период деятельности этот флот пережил за 10 лет до раздела империи Афшаридов. Военный флот империи Афшаридов также действовал на Каспийском море против русских, которые считались одной из главных угроз. Центр военного флота располагался в Бушире, а основным полем деятельности был Персидский залив, а также Аравийское море. Основная борьба здесь шла с бандитами и повстанцами, обосновавшимися на побережьях Маскатского султаната, Оманского имамата, а позже и Договорного Омана. Флот Афшара часто сотрудничал с голландцами и британцами.

## История

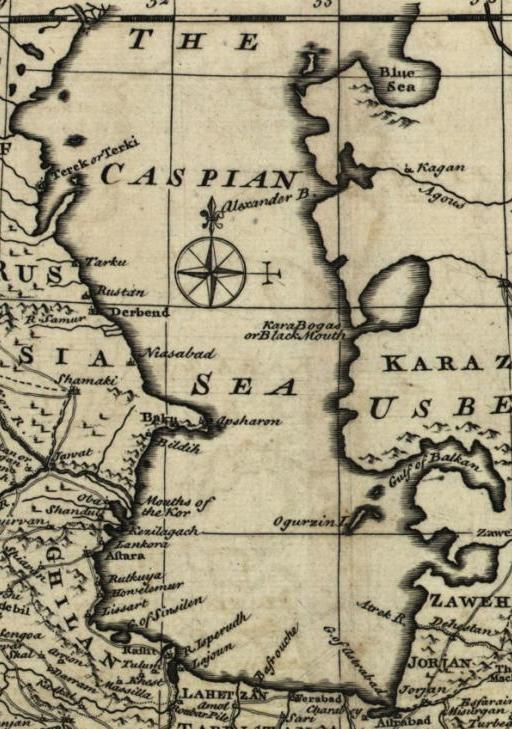
Эмануэль Боуэн 1747 г. карта Каспийского моря

Последняя попытка создать военный флот в государстве до Афшаров была предпринята в 1718 г.. Эта попытка также не удалась из-за нежелания Сефевидского шаха создавать флот.

### Создание
В течение 10 лет после своего создания военный флот империи Афшар проводил успешную эксгибиционистскую политику. Этот флот сумел захватить Маскат и многие острова в Персидском заливе, но не смог конкурировать с османским и русским флотами на севере. С 1745 г. флот Афшаров стал постепенно сокращаться, а в 1747 г., после убийства Надира, совсем развалился. Причиной этой неудачи стало отсутствие или полное отсутствие необходимых деталей для кораблей.

## Итог
После того, как Карим-хан Зенд стал правителем, он попросил имамат Омана вернуть Рахмани, который был кораблем афшаров. Захвативший Оман у арабского племени Бани Майн, отказал Карим-хану в просьбе, и это привело к войне. Хотя Карим-хан Зенд напал на Оман в 1773 году, он не увенчался успехом. По словам Каве Фарруха, этот инцидент показывает, что центральное правительство больше не имеет доступа к южным берегам Иранского залива. В 1820-х годах государство Каджаров не могло предотвратить передачу островов Кешм и Ормуз Оману.
Уильям Тейлор сообщил в 1811 году, что один из кораблей, построенный иранцами в 1738 году, сейчас находится в руках Османской империи и «используется в качестве флагмана турецкого флота в Басре… доставлен в гавань Бомбея для ремонта восемь лет назад.

## Флаг
Согласно современным источникам, в 1737 году флот использовал флаг с изображением Зульфикара на белом фоне.

## Личный персонал
Военно-морские моряки обычно набирались из племени хувала. Моряки, сбежавшие из европейских флотов, также использовались на флоте.

### Командиры
- Мухаммад Латиф-хан — основатель флота в 1734 году и адмирал. Он был освобожден от своих обязанностей в 1735 году после поражения от османского флота, но был восстановлен в 1736 году и служил до своей смерти от отравления в 1737 году[10].
- Капитан Ричард Кук — этот английский офицер был помощником Мухаммеда Латиф-хана и погиб в бою в 1737 году[10][11].
- Молла Алиша — командир восточной дивизии, дислоцированной в Бендер-Аббасе[12].
- Мирали-хан Тюркман — моряк, погибший в бою в 1740 году[13].
- Махаммадтаги-хан Машхади — моряк, работавший после 1742 года[14].

## Оборудование

### Северный флот
Северный флот действовал на Каспии. В 1745 году на вооружении флота находились два фрегата и 4 малых корабля (все местного производства). Согласно источникам, один из кораблей, входивших в состав этого флота, был сожжен под Раштом в 1752 году. Перед образованием Северного флота Надир платил большие деньги за покупку кораблей у русских. Эти корабли использовались для отправки материально-технической поддержки во время дагестанского похода Надира.

### Южный флот
Основным районом плавания южного флота были Персидский залив и Оманский залив. Однако были времена, когда этот флот действовал и в Аравийском море.

#### 1734-1736 гг.
В 1734 году Надир купил у англичан две бригантины. Кроме того, два бриганина были получены от местного арабского шейха. Британскими бригантинами под названием «Патна» и «Рупералл» командовали Уэдделл и Кук соответственно. В 1736 году афшары вынудили капитана «Нортумберленда», корабля, принадлежавшего Ост-Индской компании, который они держали в Бушере, продать его им. Корабль, «купленный за большую сумму», был переоборудован в военный корабль. В то время корабль был в плохом состоянии, и поэтому Ост-Индская компания «предприняла шаги, чтобы защитить себя от потенциальных претензий Афшара». В октябре того же года флот приобрел еще 2 фрегата с 20 орудиями, купленных у англичан за 8000 единиц, и один из них получил имя Джаван. В архивных документах указано, что был продан только один корабль. Позже Джаван был переименован в «Фатх-и Шах» и стал флагманом флота. Однако, согласно другому источнику, корабль Фатх-и Шах был предыдущим кораблем Нортумберленда. Компания Javan была в частном порядке приобретена базирующейся в Бомбее EIC для продажи афшарам, и компания получила 200-процентную прибыль от продажи. Еще одним кораблем, вошедшим в состав флота, был l'Heureux, купленный у французских купцов.

#### 1737 г.
Голландский источник за 1737 г. дал следующую инвентаризацию флота:
| Судно | Источник   | Заметки                                      |
| --- | ---------- | -------------------------------------------- |
| Фатх-и Шах | Английский | Куплена за 7 тыс. туманов                    |
| "Капитан" | Английский | Куплена за 4000 туманов                      |
| "Фатта Мамоди"b | Английский | Куплена за 400 туманов.                      |
| "Настар Чани" | Английский | Было куплено за 300 туманов.                 |
| "Теккель"c | Басиду     | Было куплено за 3000 туманов у шейха Рашида. |
| "Фаттильхайе" | Басиду     | За 1300 туманов были куплены у шейха Рашида. |
| "Фатта Рамхание"d | араб       | Было куплено за 400 туманов.                 |
| "Илхайджи" | Басиду     | За 400 туманов были куплены у шейха Рашида.  |
| неизвестно | Басайду    | Получено от шейха Рашида.                    |
| неизвестно | Басайду    | Получено от шейха Рашида.                    |
| неизвестно | Местный    | Он был построен Мохаммадом Латифом Ханом.    |
| неизвестно | Местный    | Он был построен Мохаммадом Латифом Ханом.    |
| a also spelt Fattishahi (перс. فتح شاهی‎) b (перс. فتح محمودی‎) c also spelt Tawakkul (перс. توکل‎) d (перс. فتح رحمانی‎) |            |                                              |
| Источник: Villem Floor (1987)                                                                                         |            |                                              |

1741–1742: Шаваллум, базирующийся в Бомбее корабль водоизмещением 1100 тонн, был продан консорциумом его строителей (Джон Лэмбтон, торговцы-парси Бхоманджи Рустамджи и Маноджи Новроджи, а также Шиван Сет Дхарам Сет из Бомбея) и переименован в Рахими. Этот корабль служил флагманом флота Афшара. В 1742 г. южный флот насчитывал 15 кораблей, большинство из которых было построено в Сурате в Камбейском заливе.  Еще 11 кораблей афшары заказали у судостроителей в Сурате, и первый из этих заказов был выполнен в 1741 году. Эти корабли были сделаны из тикового дерева и славились своей долговечностью. В 1742 году корабль Роберта Галлея был куплен у англичанина Юстаса Пикока за 1000 томов. Еще два корабля, «Мэри» и «Пембрук», были построены EIC в Сурате и проданы афшарам за 186 251 рупию (что эквивалентно 9 312 тумам или 23 280 фунтам стерлингов). В Пембруке не было необходимых запасов, а Мэри страдала от протечек воды, которые требовали ежедневной откачки.
В 1745 г.: В 1745 г. во флоте было 30 кораблей.
В 1747 г.: В 1747 г. южный флот имел 20-25 кораблей.

## Арендованные корабли
Флот Афшаридов арендовал на ограниченный период следующие корабли:
| Судно                  | Флаг страны                | Заметки                                                                                               |
| ---------------------- | -------------------------- | --- |
| Британия               | Королевство Великобритании | В 1734 году он использовался на берегоукрепительных работах в Бандар-Аббасе.                          |
| de Rithem              | Нидерланды                 | В 1736 году он использовался для антибандитского дозора.                                              |
| Robert Galley          | Королевство Великобритании | Он использовался для пассажирских перевозок в 1734 и 1736 годах.                                      |
| de Anthonia            | Нидерланды                 | В 1737 году он был использован для нападения на султанат Маскат.                                      |
| tHuys Foreest          | Нидерланды                 | В 1737 году он использовался для отправки продовольствия армии, сражавшейся против султаната Маскат.. |
| Rose Galley            | Королевство Великобритании | В 1738 году он использовался для перевозки материально-технического обеспечения.                      |
| tHof niet altijd Somer | Нидерланды                 | В 1738 году он использовался для логистики против Джульфара.                                          |
| de Valk                | Нидерланды                 | Он был использован для подавления восстания 1740 года в Кише.                                         |
| de Middenrak           | Нидерланды                 | Он был использован для подавления восстания 1740 года в Кише.                                         |
| de Croonenburgh        | Нидерланды                 | Он был использован для подавления восстания 1740 года в Кише.                                         |
| Императрица России     | Российская империя         | В 1742 году по нему отправляли рис для армии Надир-шаха.                                              |
| de Ridderkerk          | Hollandiya                 | использовались для путешествия в Татту в 1742 году.                                                   |

В некоторых случаях Надир-шаху не удавалось нанять корабли. Вскоре после вступления Елизаветы на престол — в декабре 1771 года ей было предложено арендовать 10 кораблей для тылового обеспечения Дагестанского похода. По совету российского посла это предложение было отклонено. Русский посол опасался, что эти корабли никогда не будут возвращены. В 1730-х годах также были отвергнуты «Северн и Эдвард», находившиеся в частной собственности британца.

### Подготовка корабля
В 1743 году Надир-шах назначил английского купца Джона Элтона главой военно-морского судостроительного ведомства в северном Иране и присвоил ему титул Джамаль Бега. Штаб-квартира Элтона располагалась на судоходных предприятиях в Лахиджане и Лангеруде.